# La Chapelle-Agnon
La Chapelle-Agnon ist eine französische Gemeinde mit 351 Einwohnern (Stand: 1. Januar 2022) im Département Puy-de-Dôme in der Region Auvergne-Rhône-Alpes. Sie gehört zum Arrondissement Ambert und zum Kanton Les Monts du Livradois (bis 2015: Kanton Cunlhat). Die Einwohner werden Chapeloux genannt.

## Geographie
La Chapelle-Agnon liegt etwa 46 Kilometer ostsüdöstlich von Clermont-Ferrand im Regionalen Naturpark Livradois-Forez. Ganz im Nordosten begrenzt die Gemeinde der Fluss Dore sowie sein Zufluss Carcasse. Nachbargemeinden von La Chapelle-Agnon sind Saint-Gervais-sous-Meymont im Norden, Marat im Nordosten, Bertignat im Osten und Südosten, Grandval im Süden, Saint-Amant-Roche-Savine im Südwesten, Cunlhat im Westen sowie Tours-sur-Meymont im Nordwesten.

## Bevölkerungsentwicklung
| Jahr                       | 1962 | 1968 | 1975 | 1982 | 1990 | 1999 | 2006 | 2013 |
| Einwohner                  | 690  | 619  | 581  | 511  | 449  | 419  | 396  | 380  |
| Quellen: Cassini und INSEE |      |      |      |      |      |      |      |      |

## Sehenswürdigkeiten
- Kirche Saint-Blaise aus dem 12. Jahrhundert, umgebaut im 15. Jahrhundert, seit 1976 Monument historique

## Weblinks

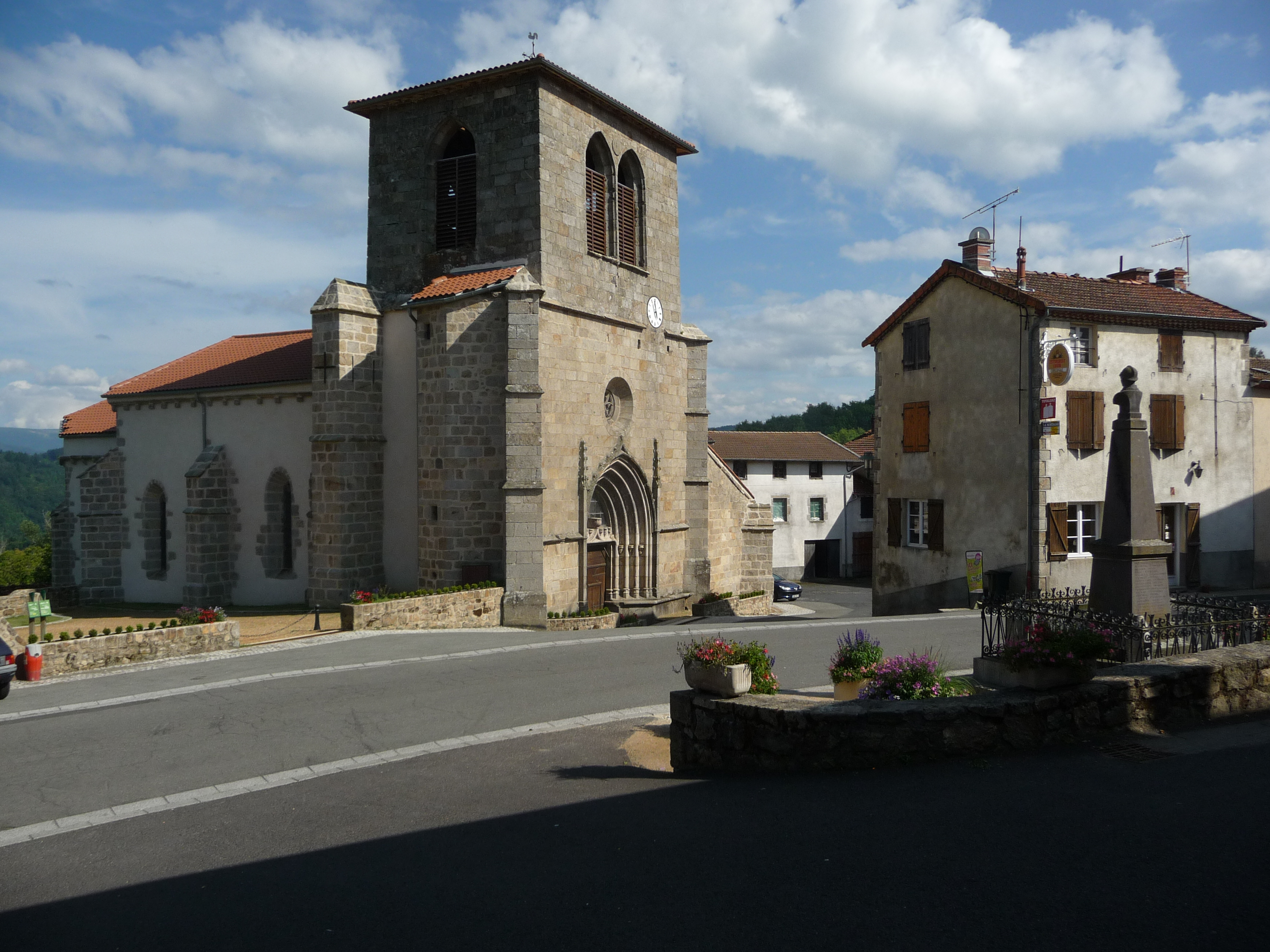
Kirche Saint-Blaise